# Sibirisk midjeblomfluga
Sibirisk midjeblomfluga (Sphegina sibirica) är en tvåvingeart som beskrevs av Stackelberg 1953. Sibirisk midjeblomfluga ingår i släktet midjeblomflugor, och familjen blomflugor. Arten är reproducerande i Sverige. Inga underarter finns listade i Catalogue of Life.